# 별의 고향
"별의 고향"은 한국에서 제작된 노필 감독의 1961년 영화이다. 최무룡 등이 주연으로 출연하였고 이수형 등이 제작에 참여하였다.

## 출연

### 주연
- 최무룡
- 문정숙
- 최남현
- 석금성

## 기타
- 원작자: 이서구
- 조명: 고해진
- 미술: 이수진